# Арктический (мыс)
Мыс Арктический — самая северная точка острова Комсомолец, который является одним из самых северных островов архипелага Северная Земля. Мыс Арктический отмечает северо-восточную границу Карского моря.
Открыт в ходе экспедиции Вилькицкого 1913 года, назван мысом Жохова по фамилии вахтенного офицера. В мае 1931 года Северная Земля была картографирована экспедицией Ушакова и Урванцева, после чего мыс был назван в честь Председателя Совнаркома Молотова. В конце 1950-х получил политически нейтральное название Арктический.
Расстояние до Северного полюса составляет 990,7 км, поэтому мыс часто используется в качестве стартовой точки арктических экспедиций.
Мыс Арктический не является самой северной островной точкой России или Евразии. Это звание носит мыс Флигели, который находится на острове Рудольфа, входящем в архипелаг Земля Франца-Иосифа.

## Топографические карты
- Лист карты U-46-XXVIII,XXIX,XXX м. Молотова (Северная Земля). Масштаб: 1 : 200 000. Состояние местности на 1956 год.